# Sindrome della scimitarra
La sindrome della scimitarra è un difetto congenito  in cui la vena polmonare inferiore destra drena nella vena cava inferiore (anziché nell'atrio sinistro). Di solito è associata a ipoplasia del polmone destro, ad anomalie bronchiali e a destrocardia. 
Costituisce un tipo di ritorno venoso polmonare anomalo parziale (RVPAP).

## Segni e sintomi
Il paziente presenta affaticamento, dispnea, insufficienza cardiaca e frequenti infezioni polmonari.
È auscultabile un soffio sistolico da iperafflusso, un rullio diastolico da stenosi della tricuspide e uno sdoppiamento del II tono.

## Esami di laboratorio
Alla radiografia si possono notare ingrossamento del ventricolo destro, dilatazione dell'arteria polmonare, iperafflusso polmonare, ombra a scimitarra della vena polmonare destra anomala lungo il profilo destro del cuore.

## Trattamento
Il trattamento è chirurgico e viene effettuato in età prescolare in circolazione extracorporea (CEC).
Viene eseguita una sternotomia mediana, presa una cannulazione bicavale. Viene identificata la vena anomala clampata e sezionata. La porzione  di unione con la vena cava inferiore viene suturata a livello dello sbocco delle vene sovraepatiche.
La vena polmonare ottenuta però è troppo corta quindi viene sezionato l'atrio destro inciso il setto, creando così un difetto interatriale iatrogeno, con un patch viene creato un tunnel preferenziale per il sangue ossigenato in modo da condurlo i atrio sinistro senza farlo circolare nuovamente nel sistema polmonare.
Viene richiusa la sezione cardiaca e defibrillato il cuore per farlo ripartire, tolta la circolazione extra-corporea e richiusa la sternotomia.